# معادن آهن ایران
در ایران بیش از چندین تودهٔ معدنی سنگ آهن شناخته شده که تنها برخی از آن‌ها مطالعه شده‌اند و به‌طور کلی نواحی آهن‌دار ایران را به مناسبت نزدیکی کانسارهای آهن نسبت به هم به چند منطقه تقسیم کرده‌اند:

- منطقهٔ اراک – ملایر
- منطقهٔ کرمان – یزد شامل معدن سنگ آهن جلال‌آباد زرند،  معدن سنگ آهن گل‌گهر سیرجان، معدن سنگ آهن چادرملو یزد، معدن آهن چغارت بافق، معدن آهن چاهگز بافق و معدن آهن سه چاهون  بافق ، معدن سنگ آهن سنجدو - بهاباد یزد  ، معدن سنگ آهن و عناصر نادر خاکی توتک - مروست یزد
- منطقهٔ اصفهان – کاشان
- منطقهٔ خراسان
- منطقهٔ تهران – قم – قزوین
- منطقهٔ خلیج فارس
- کوار

## منبع
1. ↑  «نواحی آهن دار ایران». بایگانی‌شده از اصلی در ۲۸ مه ۲۰۱۰. دریافت‌شده در ۲۹ ژوئن ۲۰۱۰.